# Getter Meresmaa
Getter Meresmaa (* 18. September 1994 in Estland) ist eine estnische Schauspielerin.

## Biografie
Meresmaa wurde am 18. September 1994 in Estland geboren. 2013 schloss sie das Jakob-Westholm-Gymnasium. Anschließend studierte sie an der Viljandi-Kulturakademie der Universität Tartu.
Danach spielte sie 2014 in dem Film Kirschtabak die Hauptrolle. Anschließend setzte sie 2016 ihre Karriere in Ema fort. Im selben Jahr bekam sie eine Rolle in der Serie Siberi võmm. Seit 2017 ist sie Mitglied des Eesti Noorsooteater. 2024 wird Meresmaa ib dem Film Elu ja armastus zu sehen sein.

## Filmografie
Filme
- 2014: Kirschtabak
- 2016: Ema

Serien
- 2016: Siberi võmm